# Twerecz (miejscowość)
Twerecz (lit. Tverečius) – miasteczko na Litwie, nad jeziorem o tej samej nazwie.
Położone w okręgu uciańskim w rejonie ignalińskim, siedziba gminy Twerecz, 33 km na wschód od Ignalina, 295 mieszkańców (2011).
W Twereczu znajduje się przejście graniczne z Białorusią. Granica między państwami przebiega rzeką Dzisną. Znajduje się tu kościół katolicki, filia szkoły podstawowej i poczta.

## Historia
Źródła historyczne podają datę 21 lipca 1501 roku podpisania aktu fundacyjnego przez możnowładców Wieszgailos, a 24 lipca, osiedlenia w Twereczu Kanoników regularnych, zwanych „białymi augustianami”. Mieli oni w Twereczu klasztor od 1501 roku do kasaty w 1832 roku. W 1501 roku zbudowano murowany kościół pod wezwaniem Trójcy Świętej. W 1622 roku Piotr Pac nadał kościołowi folwark Orszweta oraz wieś Kukucie, a w 1644 roku jego żona wieś Jauniszki (Jauniškės). W 1662 roku wojewoda trocki Mikołaj Stefan Pac zbudował nowy murowany kościół oraz klasztor.
W 1852 zbudowano nowy, drewniany kościół, na miejsce starego pochodzącego z 1501 roku. W 1905 roku ks. Antanas Slapšys-Slapšinskas rozpoczął budowę nowego, murowanego kościoła, prace nad którym zakończono około roku 1925.
W 1781 roku w Twereczu działała szkoła, którą z czasem przekształcono w działającą do dziś w Wielkiej Wsi szkołę średnią. W 1892 roku Twerecz był miasteczkiem rządowym w powiecie święciańskim, w 3 okręgu polskim, w gminie i okręgu wiejskim Twerecz. Gmina składała się z czterech wiejskich starostw. Obejmowała 6020 mieszkańców. Urząd Gminy znajdował się we wsi Popówka. W Twereczu działała szkoła ludowa.
11 maja 1863 r. w pobliżu Twerecza Rosjanie otoczyli i rozbili oddział powstańczy dowodzony przez Jana Jelskiego. W walce zginął Edward Klimowicz, Jelski popełnił samobójstwo, a 28 powstańców wzięto do niewoli. Poległych pochowano w Twereczu, lecz później zwłoki Jelskiego złożono na terenie majątku Widzki Dwór. Po pewnym czasie władze rosyjskie obawiając się, że powstańcy wykradną zwłoki, zabrali je i wywieźli w nieznanym kierunku. W powstaniu brał udział wikariusz parafii w Twereczu ks. Juozo Riaubos.
W Twereczu do dziś zachowały się umocnienia obronne z czasów I wojny światowej.
W dwudziestoleciu międzywojennym miejscowość wraz z Litwą Środkową została włączona do Polski i była siedzibą gminy Twerecz w powiecie święciańskim. W 1939 została zajęta przez Armię Czerwoną i włączona do BSRR, a w 1940 do LSRR. W latach 1941–1944 pod okupacją niemiecką. Następnie leżała w LSRR. Od 1991 roku w Republice Litewskiej.

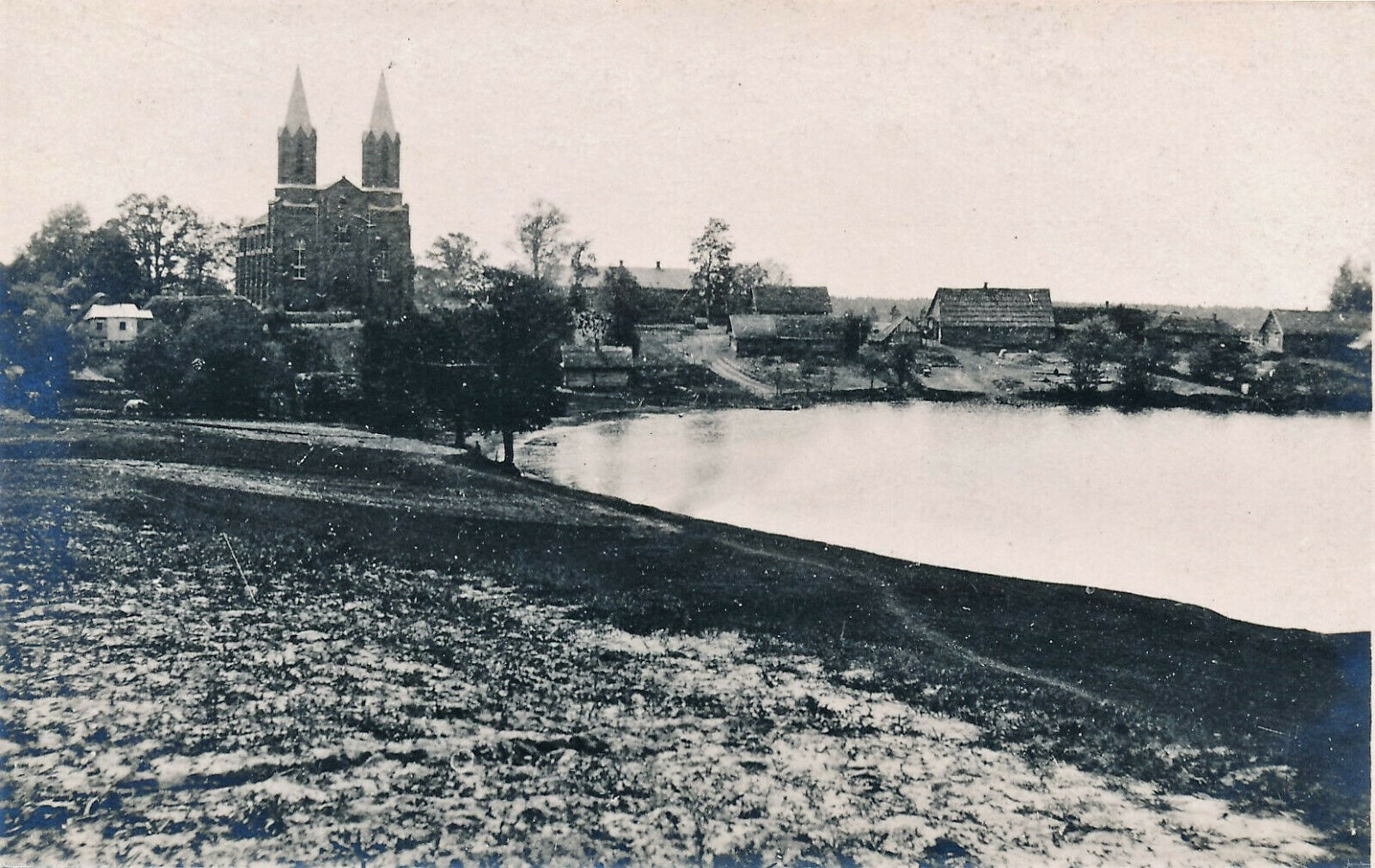
Twerecz w okresie I wojny światowej

## Dialekt
W Twereczu występuje gwara wschodnich, wileńskich górali. W latach 1932 roku została ona opisana przez prof. Jana Otrębskiego z Polskiej Akademii Umiejętności w Krakowie, w książce Wschodniolitewskie narzecze twereckie. Jest to jeden z najlepszych opisów litewskich dialektów.

## Parafia Kościoła rzymskokatolickiego
Parafia leży w dekanacie ignalińskim archidiecezji wileńskiej. Kościół parafialny wybudowano w latach 1905–1906.

## Miejsca pamięci
Na cmentarzu znajduje się pomnik z 1996 roku upamiętniający litewskich partyzantów poległych w okolicy Twerecza w latach 1944-1953. 27 lipca 1997 roku przy ul. Czesława Kudaby odsłonięto pomnik ku ich czci. W 2018 roku u zbiegu ulic Czesława Kudaby i Dębowej umieszczono pomnik upamiętniający 27 mieszkańców gminy Twerecz, Ochotników walk o niepodległość Litwy w latach 1919-1920.

## Osoby urodzone w Twereczu
- Boleslovas Jonas Masiulis